# Megyei város (tanácsrendszer)
Megyei város volt a legnagyobb vidéki városok jogállása a tanácsrendszer alatt, pontosabban 1971 és 1990 között, a harmadik tanácstörvény időszakában Magyarországon.
A megyei városi jogállást a korábbi (1954–1971 közötti) megyei jogú városi jogállás megszüntetésével egyidejűleg hozták létre a Budapest utáni legnagyobb városok kiemelt helyzetének új formában való megerősítésére. A megyei városok – ellentétben a korábbi megyei jogú városok helyzetével – megyéjük részét képezték, de a többi városnál nagyobb önállóságot élveztek a helyi ügyekben, továbbá bizonyos kérdésekben a megyei szervek kikapcsolásával közvetlen kapcsolatban álltak a központi kormányzattal. A népgazdasági tervben és az állami költségvetésben elkülönítve kellett meghatározni a megyei város fejlesztési feladatait, bevételi forrásainak körét és részesedésének mértékét, valamint az állami hozzájárulás összegét, noha mindez egyúttal részét képezte a megyei tanács tervének és költségvetésének.

## Megyei várossá nyilvánítások
A tanácstörvény a Népköztársaság Elnöki Tanácsát hatalmazta fel a megyei városi cím adományozására, ehhez azonban nem határozott meg tartalmi kiritériumokat. A korszak egypártrendszerű politikai berendezkedése folytán azonban már a törvény előkészítése során egyértelmű volt, hogy az új jogi kategóriát az öt vidéki regionális központ számára hozták létre, az Elnöki Tanács csupán a már megszületett politikai elhatározás végrehajtója volt.
A NET 1971. április 25-ei hatállyal Debrecent, Győrt, Miskolcot, Pécset és Szegedet, vagyis azt az öt várost nyilvánította megyei várossá, melyek népessége elérte a százezer főt és társadalmi, gazdasági, politikai és kulturális hatásuk jóval túlterjedt saját megyéjük határain. Budapesttel együtt ez az öt város volt az ország akkori besorolás szerinti hat tervezési-statisztikai régiójának központja, a településhálózat-fejlesztési elképzelések szerint ezek városok voltak a következő évtizedek fő fejlesztési súlypontjai.
Újabb három város megyei várossá nyilvánítására 1989. április 1-jei hatállyal került sor. Az addigra a százezres népességet elért Kecskemét, Nyíregyháza és Székesfehérvár csak kisebb részben töltött be több megyére kiterjedő regionális funkciókat, de az abban az időben zajló politikai változások engedékenyebbé tették a döntéshozókat a helyi ambíciókat megfogalmazó tanácsi vezetők igényeivel szemben. (E megyei várossá nyilvánításokhoz hasonló döntés volt, hogy ugyanaz év márciusában egyidejűleg 41 települést nyilvánítottak várossá, melyek nagy része nyilvánvalóan nem felelt meg az akkor még elvben szigorú kritériumoknak.)
A tanácsrendszer megszűnésekor, 1990-ben tehát nyolc megyei város volt az országban, melyek mindegyike megyei jogú város lett az újonnan létrejött önkormányzati rendszerben.

## Megyei városi kerületek és megyei városi (kerületi) hivatalok
A korábbi megyei jogú városok 1983-ig továbbra is 3-3 kerületre oszlottak. A kerületi tanácsok azonban az 1971-es átszervezéskor megszűntek, és a kerületekben csupán hivatalok működtek elsőfokú hatósági ügyek intézésére és néhány egyéb feladat ellátására a megyei városi tanács végrehajtó bizottságának alárendelve. Győrben ugyanezen feladatokra szintén külön hivatalt hoztak létre, és bár a várost nem osztották kerületekre, az egységes hivatal elnevezése mégis megyei városi kerületi hivatal lett, hasonlóan a másik négy város 3-3 ilyen szervéhez.
1984-től a helyzet annyiban változott, hogy minden megyei városban megszűntek a kerületek, és mindegyikben egységes elsőfokú hivatal vette át a kerületi hivatalok helyét megyei városi hivatal néven.
A megyei városi (kerületi) hivatalok fölött a másodfokú hatóságok a megyei városi tanács végrehajtó bizottságának megfelelő szakigazgatási szervei voltak. Ez azt eredményezte, hogy a megyei városokban a legtöbb hatósági ügyet teljes egészében a városi tanács szervei intézték el, mivel a megyei tanácsi szervekhez csak azok az ügyek kerültek, amelyek elsőfokon nem a megyei városi (kerületi) hivataloknál indultak.

## A megyei városok megszűnése
A megyei városi jogállás a tanácsrendszerrel együtt megszűnt 1990-ben, a nyolc megyei város e címét 1990-ben az önkormányzatok általános választásának napján elveszítették, azonban az új rendszerben valamennyien megyei jogú városok lettek.